# Варна (кораб)
Вижте пояснителната страница за други значения на Варна.
„Варна“ е круизен кораб, използван с продължителни прекъсвания от 1951 до 1981 година.
Построен е през 1951 година от корабостроителницата „Викърс-Армстронгс“ в Нюкасъл за британската корабна компания „Фърнес Уити“, която го използва под името „Оушън Монарк“ за луксозни туристически пътувания между Ню Йорк, Насау и Бермудските острови. През 1966 година използването му е прекратено, а през следващата година е купен от Параходство „Български морски флот“ и преименуван на „Варна“.
В продължение на няколко години „Варна“ е използван от „Балкантурист“, но през 1970 година е закотвен в Перама. През 1973 година „Соверен Крузес“ го използват за две пътувания, но скоро също се отказват от експлоатацията му. В края на 70-те години корабът е продаден и последователно преименуван на „Винъс“, „Ривиера“ и „Рейна дела Мар“. През 1981 година е ремонтиран, за да бъде използван за пътувания в Средиземно море, но е тежко засегнат от пожар на 28 май, а след повторен пожар на 1 юни е потопен при остров Саламина.